# Ołeksijiwka (rejon nikopolski)
Ołeksijiwka (ukr. Олексіївка) – wieś na Ukrainie, w obwodzie dniepropetrowskim, w rejonie nikopolskim, w hromadzie Pokrowśke. W 2001 liczyła 3600 mieszkańców, spośród których 3285 wskazało jako ojczysty język ukraiński, 295 rosyjski, 1 mołdawski, 1 bułgarski, 13 białoruski, 3 inny, a 2 osoby się nie zadeklarowały.

## Urodzeni
- Iwan Babak